# 托德·沃里纳
托德·沃里纳（英語：Todd Warriner，1974年1月3日—），加拿大男子冰球运动员，场上位置是前锋。他曾代表加拿大国家队参加1994年冬季奥林匹克运动会冰球比赛，获得一枚银牌。